# Forêt d’Horte
Die Forêt d’Horte ist ein Domänenforst im Département Charente in der französischen Region Nouvelle-Aquitaine. Der Forst liegt etwa 25 Kilometer südöstlich der Präfektursstadt Angoulême.

## Etymologie
Die Forêt d’Horte ist nach dem Château d’Horte bzw. dem Gehöft Horte nordwestlich von Grassac benannt worden.

## Geschichte

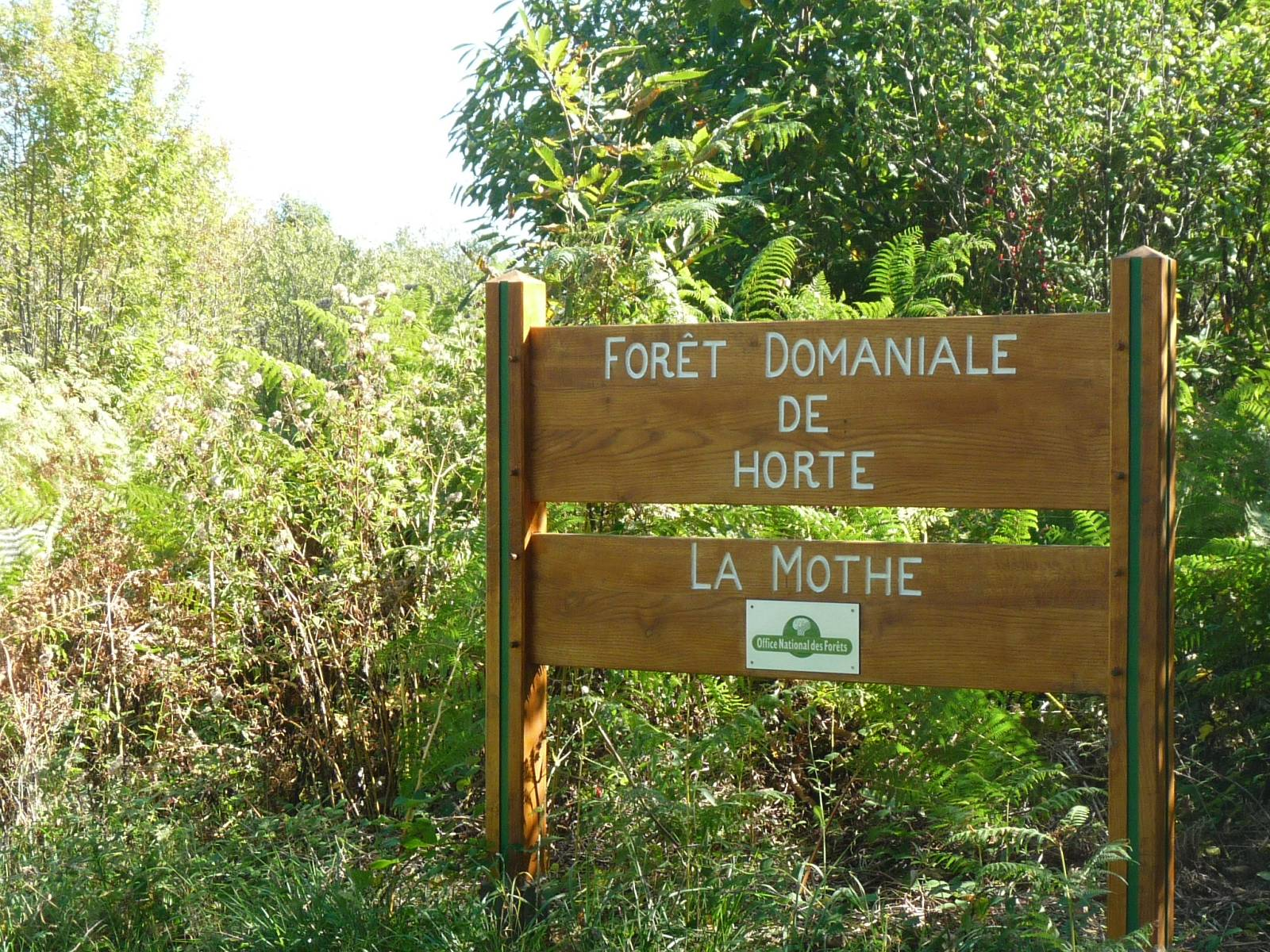
Der Südeingang zum Forst bei Combiers

Die Forêt d’Horte war vor dem 12. Jahrhundert noch Teil des wesentlich größeren Waldgebiets von Gros Bosc, das dann durch Rodungen in die Forêt de Dirac, die Forêt de la Braconne, die Bois Blanc und die Forêt d’Horte zerfiel. Der Forst reichte einst bis an den Bandiat im Osten, erfuhr aber dann massive Abholzungen um Charras, Mainzac, Grassac und Vouzan. 

## Geographie

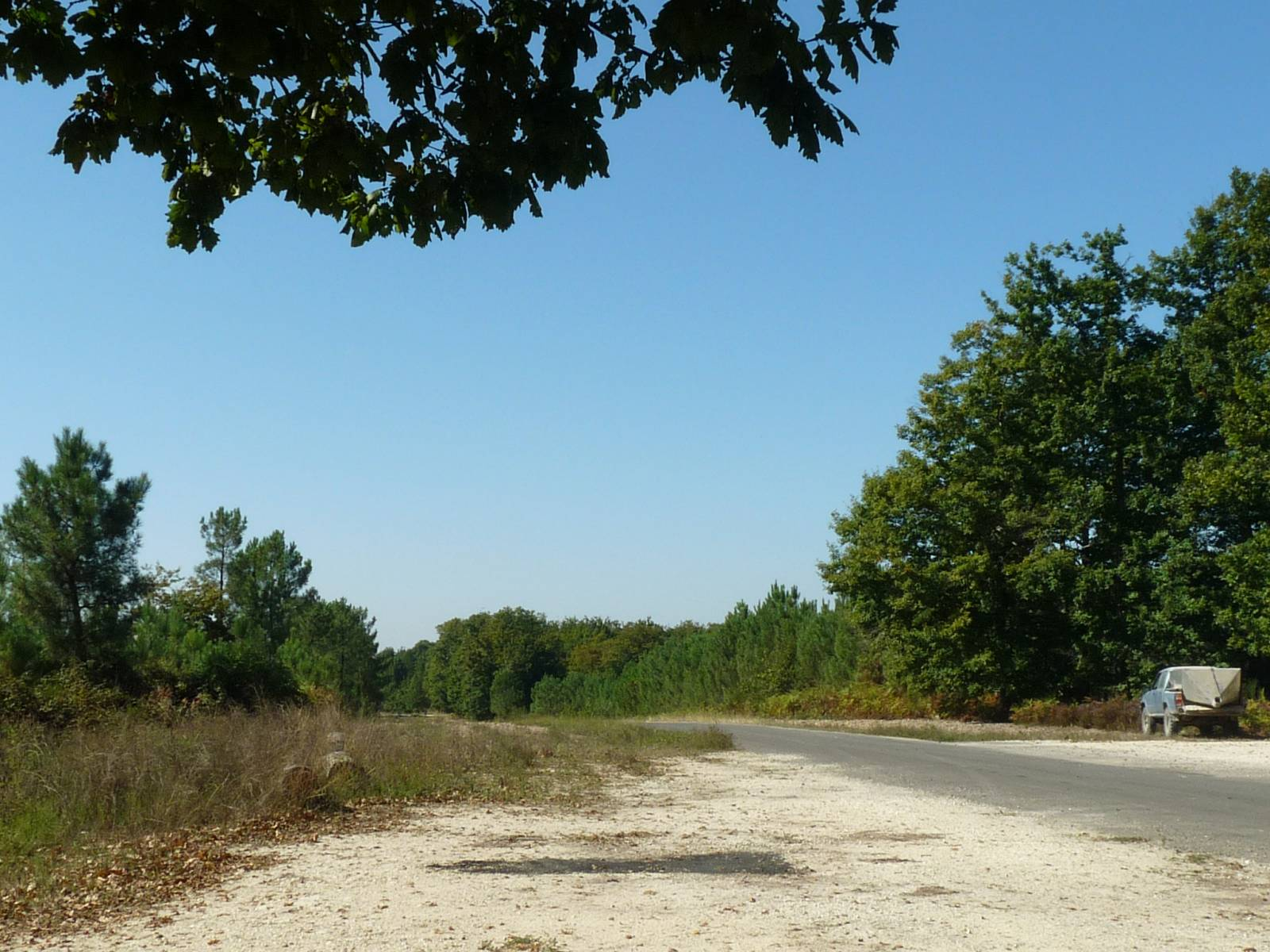
Der Forst bei Grassac

Der sehr alte Domänenforst bedeckt völlig oder teilweise das Gebiet der zum Département Charente gehörenden Gemeinden Dignac, Rougnac, Charras, Combiers, Vouzan, Sers sowie von Les Graulges im Département Dordogne. Er fußt auf einem riesigen Plateau zwischen den Talungen der Échelle im Nordwesten, des Bandiats im Nordosten, dem Verlauf der D 939 von Angoulême nach Périgueux im Südwesten und den Dörfern von Combiers und Hautefaye im Südosten. Nordwestlich von Dignac geht der Forst in den Forêt de Dirac über und verschmilzt im Südosten in Richtung Connezac mit den Wäldern des Périgords. Das Waldgebiet misst in Nord-Süd-Richtung 12 Kilometer und hat eine Breite von 9 Kilometer. Die Oberflächenausdehnung beträgt rund 10.000 Hektar bzw. 100 Quadratkilometer.
Die Plateaufläche liegt auf einer durchschnittlichen Meereshöhe von 180 Meter. Ihre höchsten Punkte erreichen bei Dignac, Beaulieu, Grassac und Charras 220 Meter. Der Fußpunkt des Forsts befindet sich auf einer Höhe von rund 150 Meter.
Die Forêt d’Horte wird zentral von der D 16 von Montmoreau-Saint-Cybard nach Confolens (über Villebois-Lavalette und Montbron) sowie von der D 25 von Angoulême nach Combiers (über Sers und Charras) durchquert. Auch die ehemalige Eisenbahnstrecke von Angoulême nach Périgueux verlief einst durch das Waldgebiet. Sie folgte dem Tal der Échelle aufwärts, zog an Charbontière und Rougnac vorbei und verließ dann bei La Rochebeaucourt den Forst.
In die Forêt d’Horte sind ehemals eigenständige Forste eingegliedert – so der 968 Hektar große Domänenforst Forêt domaniale de la Mothe-Clédou (jetzt nur noch als La Mothe bezeichnet, früher Forêt du Clédou) und die Forêt de la Rochebeaucourt, die südöstlich der Linie Charras-Rougnac gelegen sind.

## Geologie
Der Forst hat sich auf einem breit angelegten, detritischen Schichtkörper aus dem Miozän/Pliozän etabliert, welcher seinerseits einem Substrat aus Oberkreidekalken aufsitzt. Letztere bilden bei Grassac und Charras eine Schichtstufe (Cuesta) gegenüber dem unterlagernden und weiter östlich aufgeschlossenen Jura. Aus dem Massif Central stammende Plateaukiese – tonige, kieshaltige Sande – hatten sich im ausgehenden Tertiärüber die Oberkreidesedimente gelegt. Diese kontinentalen Sedimente sind auf topographisch hochgelegenen Oberkreiderücken erhalten geblieben und werden dort jetzt von einer an saure Standorte angepassten Wald- und Heidevegetation bestanden. Der Übergang vom Kalkuntergrund zu sauren, sandig-tonigen und kiesigen Böden erfolgt bei rund 150 Höhenmeter und bewirkt einen drastischen Vegetationswechsel.

## Ökologie

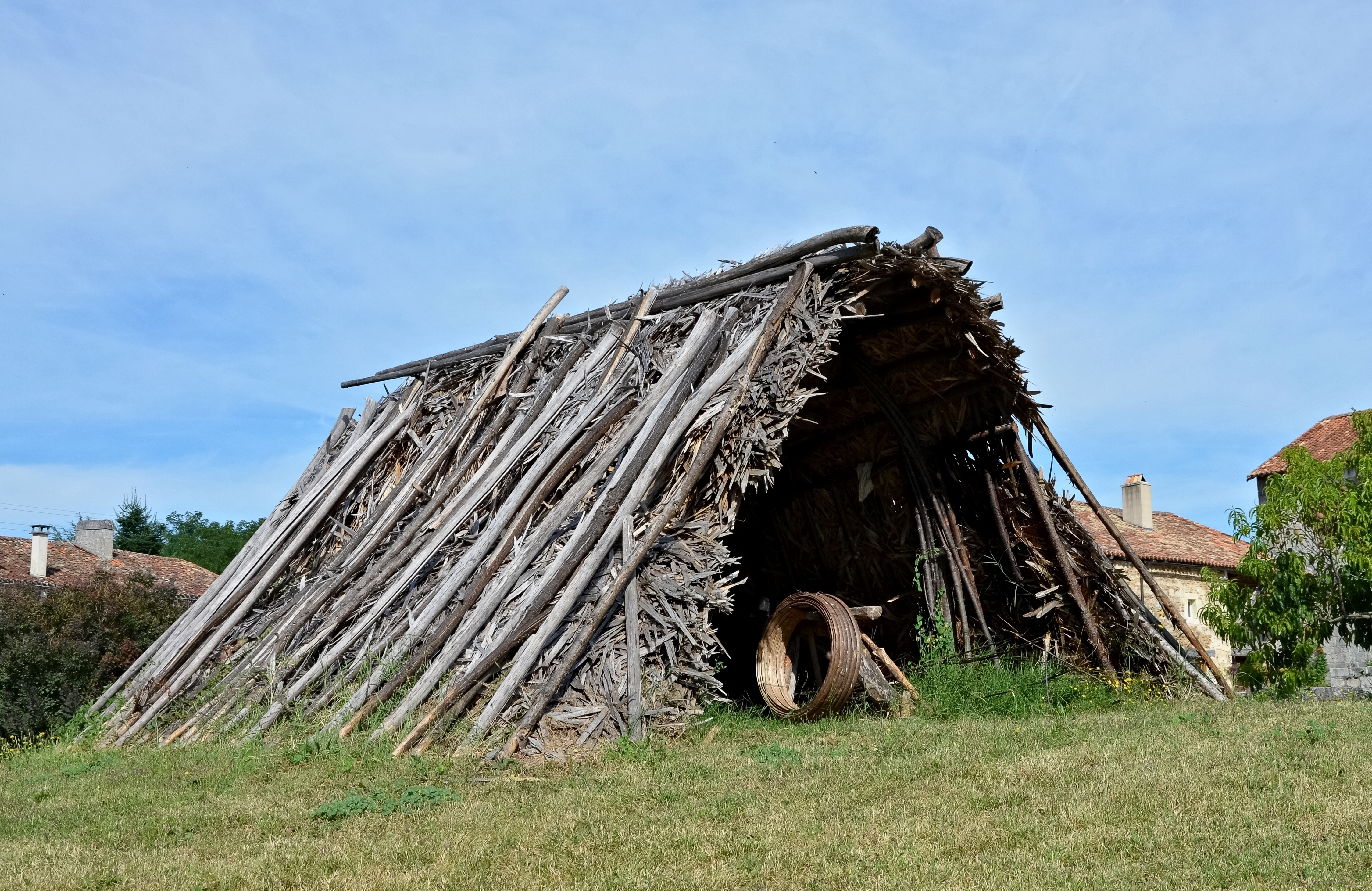
Traditionelle Hütte der feuillardier in Rauzet

Der Forst besteht aus Nieder- und Hochwald, wobei der Niederwald eine beherrschende Stellung einnimmt und nur 10 bis 15 Prozent auf Hochwald entfallen. Die Zusammensetzung des Waldes ist stark höhenabhängig und spiegelt die geologischen Gegebenheiten wider. Kalkmeidende Pflanzen wie Kastanien und See-Kiefer finden sich auf entkalkten Höhenlagen im Zentrum, wohingegen Steineichen, Stieleichen, Hainbuchen und Waldkiefern in tieferen Lagen zwischen kalkliebendem Unterholz vorwiegend am Südrand des Forsts anzutreffen sind.
Die ursprünglich im Forst heimischen Arten werden heutzutage immer seltener, da Nadelwald angepflanzt wird, der bereits bis zu 20 Prozent einnimmt. Eingeführte Arten sind Fichten, Gewöhnliche Douglasien und Kiefern (Waldkiefer, See-Kiefer und Schwarzkiefer).

## Sehenswürdigkeiten

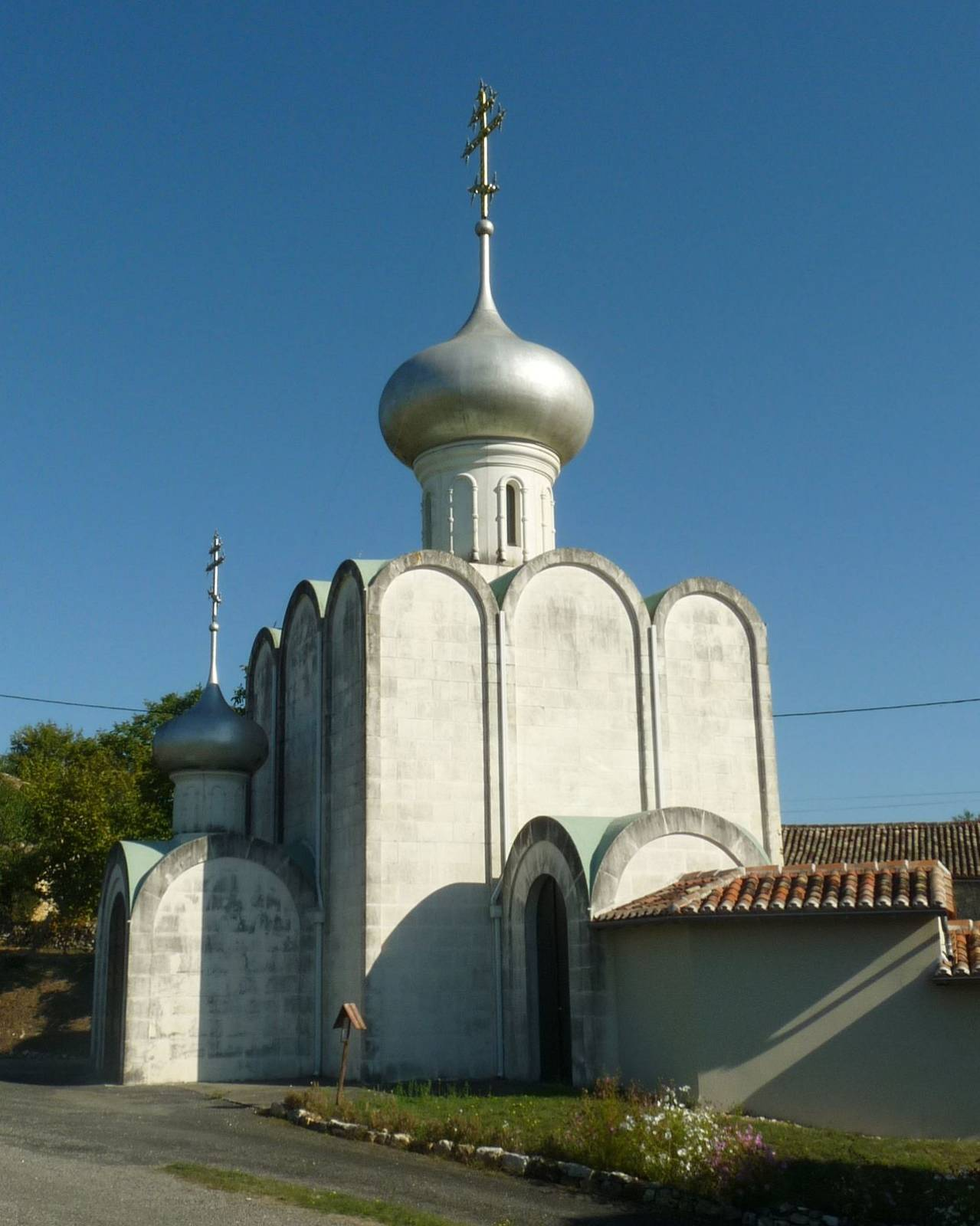
Orthodoxes Kloster Notre-Dame-de-Chersonèse

- Roc de Sers – jungpaläolithische Fundstätte
- Kloster Grosbois (Gemeinde Charras)
- Kloster Rauzet (Gemeinde Combiers)
- Orthodoxe Klosterkirche Notre-Dame-de-Chersonèse in Doumérat (Gemeinde Grassac)
- Arboretum von La Mothe-Clédou
- Tour du Breuil (Gemeinde Dignac)
- Rekonvaleszenzzentrum Monchoix im Château de Monchoix (Gemeinde Rougnac)